# マリア・ルイーゼ・ファン・ヘッセン＝カッセル
マリア・ルイーゼ・ファン・ヘッセン＝カッセル（オランダ語：Maria Louise van Hessen-Kassel, 1688年2月7日 - 1765年4月9日）は、オラニエ公ヨハン・ウィレム・フリーゾの妃。ドイツ名はマリー・ルイーゼ・フォン・ヘッセン＝カッセル（Marie Luise von Hessen-Kassel）。

## 生涯
ヘッセン＝カッセル方伯カールとクールラント公女マリア・アンナ・アマーリアの一人娘として、カッセルで生まれた。同母兄にスウェーデン王フレドリク1世と、ヘッセン＝カッセル方伯ヴィルヘルム8世がいる。
1709年にヨハン・ウィレム・フリーゾと結婚し、2子をもうけた。
- アマーリア（1710年 - 1777年） - バーデン＝ドゥルラハ辺境伯カール3世の次男フリードリヒの妻
- ウィレム4世（1711年 - 1751年） - イギリス王女アンと結婚

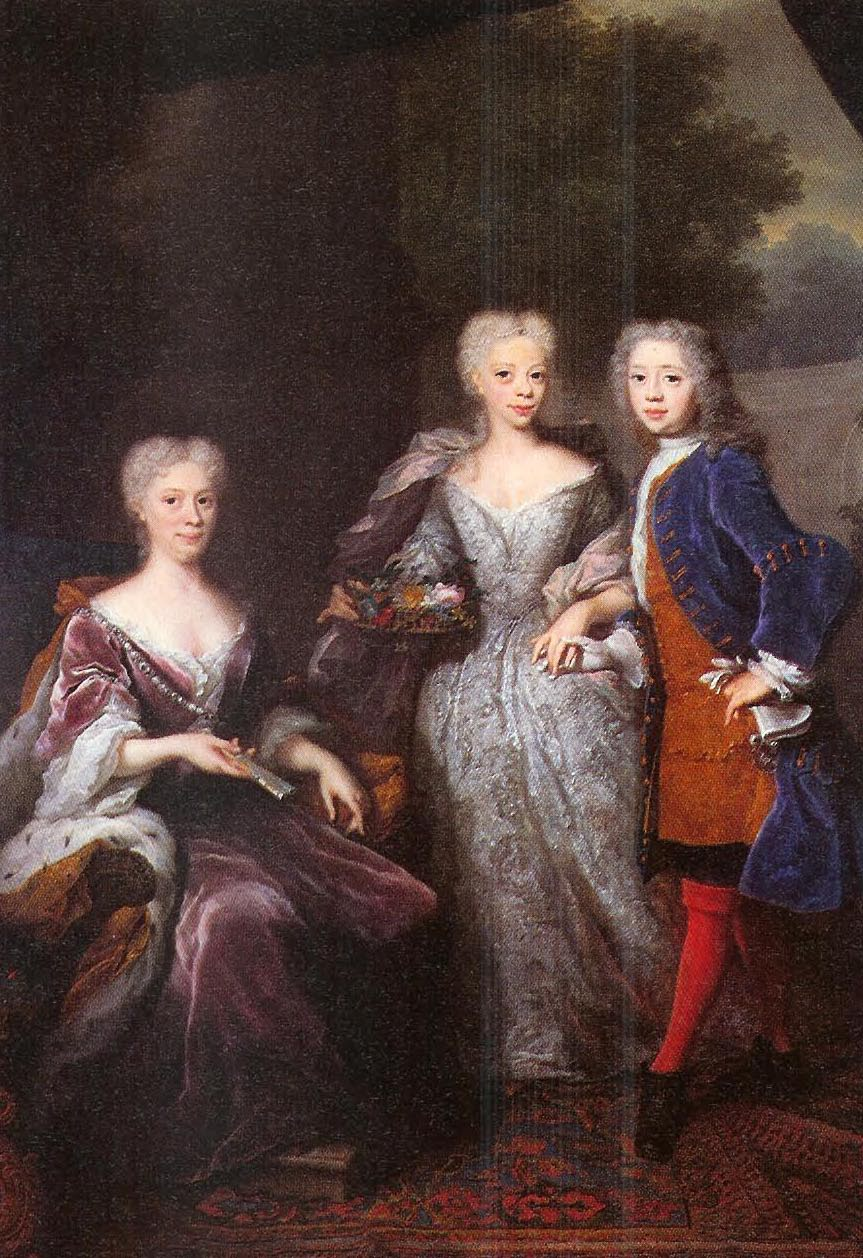
子供たちとともに描かれたマリア・ルイーゼ